# Rooie Reus-Prijs
De Rooie Reus-Prijs is een prijs die wordt toegekend door de Nederlandse Socialistische Partij aan een persoon die zich heeft ingezet voor sociale verbetering van groepen mensen of die misstanden naar buiten brengt.

## Historie
De naam van de prijs komt van de bijnaam van Dirk de Vroome, een actievoerder die streed tegen wat hij onrecht vond. De prijs werd voor het eerst in 1996 uitgereikt, 10 jaar na het overlijden van De Vroome. De Rooie Reus-Prijs was in eerste instantie een jaarlijkse prijs. Sinds 2000 wordt hij eens in de twee jaar toegekend. In 2006 is de prijs niet uitgereikt wegens gebrek aan geschikte kandidaten.
Tussen 2007 en 2014 werd de prijs niet uitgereikt. Daarna vond de uitreiking onregelmatig plaats.

## Winnaars
- 1996 - Onderzoeksjournalisten Stella Braam en Chris De Stoop
- 1997 - Annie Verdoold van het actiecomité Spangen
- 1998 - Gezondheidswinkel De Witte Jas in Amsterdam
- 1999 - Fred Spijkers
- 2000 - Drie Turkse moeders, Kifayet Akdag, Saliha Demirci en Hanimnaz Aktas, uit Deventer, die protesteerden tegen de segregatie in het onderwijs.
- 2002 - VPRO-radioprogramma Argos
- 2004 - Riet de Wit
- 2007 - Antoinette Hertsenberg en de redactie van het televisieprogramma Radar.
- 2014 - Memet Sari en Marcel van den Berg, Leidse vuilnismannen.
- 2018 - Groninger Bodembeweging[2]
- 2019 - Vakbond Leraren in Actie[3]